# Janos Bröker
Janos Bröker (* 16. Mai 1994) ist ein deutscher Floorballspieler und Nationalspieler.

## Karriere
Seine Karriere begann Janos Bröker als 13-Jähriger bei den SSF Dragons Bonn. Im Dezember 2014 wurde er vom General-Anzeiger als Sportler des Monats ausgezeichnet. Von den SSF Dragons wechselte er zu den Lilienthaler Wölfen. Er wechselte zur Saison 2019/20 zur DJK Holzbüttgen. Dort ist Janos Bröker Kapitän des Bundesligisten.
2024 beendete er seine Nationalmannschaftskarriere nach 101 Spielen.

## Privates
Bröker ist Bruder des Floorballnationalspielers Niklas Bröker.